# Monastère de Nimnik
Le monastère de Nimnik (en serbe cyrillique : Манастир Нимник ; en serbe latin : Manastir Nimnik) est un monastère orthodoxe serbe situé à Kurjače, dans le district de Braničevo et dans la municipalité de Veliko Gradište en Serbie. Il est inscrit sur la liste des monuments culturels protégés de la république de Serbie (identifiant no SK 568).
Le monastère est également connu sous le nom de « monastère de Marijanski ». Il abrite aujourd'hui une petite communauté de religieuses.

## Histoire
Le monastère se trouve dans une forêt de chênes, à environ 3 km du village de Kurjače. D'après la tradition, son église, dédiée à la translation des reliques de saint Nicolas, a été construite par le voïvode Bogosav en 1376, à l'époque où le nord de la région de Braničevo faisait partie des terres du prince Lazare. Nimnik est mentionné pour la première fois en tant que métoque dans une charte du monastère de Ravanica puis dans des « defters » ottomans de la première moitié du XVIe siècle.
Pendant la révolte de la krajina de Koča (1788) puis lors du premier soulèvement serbe contre les Turcs, en 1813, Nimnik a été brûlé et détruit,. Il a été reconstruit en 1825 à l'instigation du prince Miloš Obrenović. Une école tenue par des moines y a ouvert en 1851-1852. Une seconde campagne de reconstruction a eu lieu en 1891. En 1936, l'église qui servait d'église paroissiale a été rendue à sa vocation monastique,.

## Architecture
Nimnik abrite deux chapelles. La première, appelée « Svetinja », le « Sanctuaire », se trouve sur la tombe d'une jeune fille tuée par les Ottomans parce qu'elle refusait de leur indiquer le chemin du monastère ; elle leur aurait répondu en roumain/valaque : « nišću nimnik », « je ne sais rien » ; cette réponse serait à l'origine du nom du monastère. La seconde chapelle se trouve dans le konak du monastère et est dédiée au Linceul de la Mère de Dieu.
L'église Saint-Nicolas est constituée d'une nef unique dotée d'une voûte en berceau et prolongée par une abside demi-circulaire aussi large que la nef. Elle est construite en pierre et intègre des blocs qui proviennent de la ville romaine voisine de Viminacium. Plusieurs fois restaurée, elle abrite une iconostase remontant à la fin du XIXe siècle et peinte par Milisav Marković.